# Mike Torchia
Mike Torchia (Kanada, Ontario, Toronto, 1972. február 23. –) profi jégkorongozó kapus.

## Karrier
Junior karrierjét az 1987–1988-as idényben kezdte a MetJHL-beli Toronto Red Wingsben és a Henry Carr Crusadersben. Innen felkerült az OHL-be, a Kitchener Rangersbe négy idényre. Eközben az 1991-es NHL-drafton a Minnesota North Stars kiválasztotta őt a negyedik kör 74. helyén. 1992 és 1995 között az IHL-ben a Kalamazoo Wingsben játszott és 1995-ben az NHL-es Dallas Stars felhívta őt hat mérkőzésre. Az NHL után az AHL-be ment és az idény során öt csapatban és három ligában is megfordult. Gyakran váltott csapatot és Európában is játszott. Végül a Cambridge Hornetsben vonult vissza 2006-ban.

## Díjai
- Memorial-kupa All-Star Csapat: 1990
- Hap Emms-emlékkupa: 1990
- OHL Goaltender of the Year: 1991
- OHL Első All-Star Csapat: 1991

## Karrier statisztika

### Alapszakasz
| Szezon          | Csapat                 | Liga            | MSz | Gy | V  | D | Min  | KG  | SO | KGÁ   |
| --------------- | ---------------------- | --------------- | --- | -- | -- | - | ---- | --- | -- | ----- |
| 1987–1988       | Toronto Red Wings      | MetJHL          | 40  |    |    |   |      |     | 5  | 2.33  |
| 1987–1988       | Henry Carr Crusaders   | MetJHL          | 1   | 0  | 0  | 0 |      |     | 0  | 30.00 |
| 1988–1989       | Kitchener Rangers      | OHL             | 30  | 14 | 9  | 4 | 1672 | 112 | 0  | 4.02  |
| 1989–1990       | Kitchener Rangers      | OHL             | 40  | 25 | 11 | 2 | 2280 | 136 | 1  | 3.58  |
| 1990–1991       | Kitchener Rangers      | OHL             | 57  | 25 | 24 | 7 |      |     | 0  | 3.96  |
| 1991–1992       | Kitchener Rangers      | OHL             | 55  | 25 | 24 | 3 |      |     | 1  | 4.00  |
| 1992–1993       | Kalamazoo Wings        | IHL             | 48  | 19 | 17 | 9 | 2729 | 173 | 0  | 3.80  |
| 1993–1994       | Kalamazoo Wings        | IHL             | 43  | 23 | 12 | 2 | 2168 | 133 | 0  | 3.68  |
| 1994–1995       | Kalamazoo Wings        | IHL             | 41  | 19 | 14 | 5 | 2140 | 106 | 3  | 2.97  |
| 1994–1995       | Dallas Stars           | NHL             | 6   | 3  | 2  | 1 | 327  | 18  | 0  | 3.30  |
| 1995–1996       | Portland Pirates       | AHL             | 12  | 2  | 6  | 2 | 577  | 46  | 0  | 4.79  |
| 1995–1996       | Hampton Roads Admirals | ECHL            | 5   | 2  | 2  | 0 | 260  | 17  | 0  | 3.92  |
| 1995–1996       | Kalamazoo Wings        | IHL             | 1   | 1  | 0  | 0 | 60   | 1   | 0  | 1.00  |
| 1995–1996       | Orlando Solar Bears    | IHL             | 7   | 3  | 1  | 1 | 341  | 17  | 0  | 2.99  |
| 1995–1996       | Baltimore Bandits      | AHL             | 5   | 2  | 1  | 1 | 256  | 18  | 0  | 4.21  |
| 1996–1997       | Fort Wayne Komets      | IHL             | 57  | 20 | 31 | 3 | 2970 | 172 | 1  | 3.47  |
| 1997–1998       | Milwaukee Admirals     | IHL             | 34  | 13 | 14 | 1 | 1828 | 94  | 1  | 3.09  |
| 1997–1998       | San Antonio Dragons    | IHL             | 2   | 0  | 2  | 0 | 118  | 12  | 0  | 6.07  |
| 1997–1998       | Peoria Rivermen        | ECHL            | 5   | 4  | 1  | 0 | 299  | 16  | 0  | 3.21  |
| 1998–1999       | HC Asiago AS           | Alpenliga       | 30  |    |    |   |      |     | 0  | 4.39  |
| 1998–1999       | HC Asiago AS           | Serie A         | 13  |    |    |   |      |     | 0  | 4.10  |
| 1999–2000       | Mohawk Valley Prowlers | UHL             | 23  | 8  | 9  | 4 | 1248 | 80  | 0  | 3.85  |
| 1999–2000       | Birmingham Bulls       | ECHL            | 14  | 4  | 10 | 0 | 705  | 52  | 0  | 4.43  |
| 2000–2001       | Sheffield Steelers     | ISL             | 23  |    |    |   | 1310 | 45  | 0  | 2.06  |
| 2001–2002       | Manchester Storm       | ISL             | 23  |    |    |   | 1211 | 57  | 0  | 2.82  |
| 2002–2003       | Manchester Storm       | ISL             | 3   |    |    |   | 180  | 6   | 0  | 2.00  |
| 2002–2003       | Guildford Flames       | BNL             | 24  |    |    |   |      |     |    |       |
| 2003–2004       | Cambridge Hornets      | MLH             | 9.5 | 5  | 4  | 0 | 570  | 38  | 0  | 4.00  |
| 2004–2005       | Cambridge Hornets      | MLH             | 11  |    |    |   |      |     |    |       |
| 2005–2006       | Cambridge Hornets      | MLH             | 8   |    |    |   |      |     |    |       |
| NHL Összesített | NHL Összesített        | NHL Összesített | 6   | 3  | 2  | 1 | 327  | 18  | 0  | 3.30  |

### Rájátszás
| Szezon    | Csapat             | Liga | Msz | Gy | V | D | SO | KGÁ  |
| --------- | ------------------ | ---- | --- | -- | - | - | -- | ---- |
| 1988–1989 | Kitchener Rangers  | OHL  | 2   | 0  | 2 | - | 0  | 3.81 |
| 1989–1990 | Kitchener Rangers  | OHL  | 22  | 14 | 8 | 0 | 0  | 3.71 |
| 1990–1991 | Kitchener Rangers  | OHL  | 6   | 2  | 4 |   | 0  | 4.71 |
| 1991–1992 | Kitchener Rangers  | OHL  | 14  | 7  | 7 |   | 0  | 3.13 |
| 1993–1994 | Kalamazoo Wings    | IHL  | 4   | 1  | 3 |   | 0  | 3.80 |
| 1994–1995 | Kalamazoo Wings    | IHL  | 6   | 0  | 4 |   | 0  | 3.97 |
| 1995–1996 | Baltimore Bandits  | AHL  | 1   | 0  | 0 |   | 0  | 0.00 |
| 1996–1997 | Baltimore Bandits  | AHL  | 1   | 0  | 0 |   | 0  | 6.00 |
| 1997–1998 | Peoria Rivermen    | ECHL | 1   | 0  | 0 |   | 0  | 7.00 |
| 2000–2001 | Sheffield Steelers | ISL  | 1   | 0  | 0 |   | 0  | 0.00 |
| 2001–2002 | Manchester Storm   | ISL  | 5   |    |   |   |    | 3.15 |

### Nemzetközi játékok
| Szezon    | Csapat | MSz | Gy | V | D | SO | KGÁ  |
| --------- | ------ | --- | -- | - | - | -- | ---- |
| 1992–1993 | Kanada | 5   | 5  | 0 | 0 | 2  | 2.20 |